# 다마키 데니
다마키 데니(일본어: 玉城 デニー, 1959년 10월 13일 ~ )는 과거 배우로 활동했던 일본의 정치인으로 현직 오키나와현지사이다. 중의원 의원(4선), 자유당 간사장 겸 국회대책위원장, 오키나와시의회 의원을 역임했다. 법적 이름은 다마키 야스히로(일본어: 玉城 康裕)이다.

## 생애
오키나와현 요나시로촌 (현 우루마시)에서 태어났다. 아버지는 오키나와현의 미군 기지에 주둔하고 있던 병사였고, 어머니는 이에촌 출신의 아메라시안이다. 그는 아버지의 주둔 기간이 끝나면 아버지의 모국인 미국으로 건너간다는 것을 전제로 "데니스(Dennis)"라는 이름을 얻지만, 결국 아버지만 미국으로 가고 그와 어머니는 오키나와에 남게 되었다. 이후 소학교(초등학교) 4학년 때 가정재판소(법원)에 신청하여 "야스히로(康裕)"로 개명했다. "데니(Denny)"는 어린 시절의 애칭으로, 현재도 공문서를 제외한 매스컴 등에서는 "다마키 데니"라는 이름을 더 많이 사용한다.
그는 고향에서 소학교(초등학교)와 중학교, 고등학교를 졸업했으며, 조치 사회복지 전문 학교를 졸업했다. 이후 실내 인테리어 사업, 음향 관련 회사를 거쳐 30대에 배우를 시작했다. 류큐 방송 라디오의 인기 프로그램 "흔들리는 사랑 팔레트(ふれ愛パレット)"를 진행하기도 했으며, 오키나와시 FM 커뮤니티 방송의 "OKINAWA 뮤직 태피스트리(OKINAWAミュージック・タペストリー)"의 제작과 진행에도 참여했다. 라디오에서는 오키나와의 지역 언어인 류큐어를 구사하여 오키나와에서 오래 거주한 고령자들의 절대적인 지지를 받기도 했다.
그는 2001년 12월, 주위 사람들로부터 이듬해 4월 21일로 예정된 오키나와시장 선거에 출마하라는 권유를 받는다. 선거나 정치에 대해 아무것도 몰랐던 그는 모르는 점에 대해 물어보기 위해 자신이 일하던 류큐 방송의 한 직원과 대화를 나누며 조언을 들었는데, 이들의 대화를 우연히 들은 한 신문사 기자가 다마키가 시장 선거에 출마한다고 오해해 다음날 조간에 "다마키 데니, 오키나와 시장 선거 출마"라는 기사를 실으면서 세간에서 엄청난 이슈가 되고만다. 당시 그는 월요일부터 금요일까지 아침 8시 30분부터 11시 사이에 방송되던 "다마키 데니의 스마일 스튜디오(玉城デニーのすまいるスタジオ)"를 진행하고 있었지만, 기사가 나온 직후 해당 프로그램에서 하차했다.
이후 활동을 자제하던 그는 2002년 5월, 고심 끝에 동년 9월에 치러지는 오키나와시의회 의원 선거 출마를 선언하였고, 사상 최다 득표로 당선되었다.

### 중의원 의원
2005년 8월, 중의원 선거에 입후보하기 위해 임기 도중에 시의회 의원직을 사임한 그는 동년 9월 11일에 실시된 제44회 중의원 의원 총선거에 오키나와현 제3구에서 민주당 공천으로 출마했지만 낙선했다.
이후 2009년 8월 30일 열린 제45회 중의원 의원 총선거에 오키나와 제3구에서 민주당 공천으로 다시 입후보하여 자유민주당의 가카즈 지켄을 꺾고 당선되었다. 이후 민주당 오키나와현 제3구 총지부장, 오키나와현 총지부연합회 부대표 등을 지냈다.
2012년에는 노다 내각의 소비세 인상 법안 관련 각의(국무회의) 결정에 항의하여 당 홍보위원회 부위원장을 사임하였고, 이후 당 임원회에서 사표가 수리되었다. 2012년 6월 26일, 중의원 본회의에서 열린 소비세 인상 법안의 표결에서는 당의 찬성 당론에 반하여 반대표를 던졌다. 7월 2일에는 야마오카 겐지 민주당 부대표 등 중의원 의원 40명, 참의원 의원 12명과 함께 탈당계를 제출하였다. 민주당은 7월 3일, 탈당계를 수리하지 않고 전원 제명 처분 방침을 정하고, 7월 9일의 상임간사회에서 법안에 반대하여 탈당을 선언한 의원들의 당원권 박탈을 결정했으며, 법안에 반대했지만 탈당 선언을 번복한 일부 의원들에게는 당원권 정지 2년 (예외적으로 법안에 반대했던 의원 중 한명인 하토야마 유키오 전 총리에게는 당원권 정지 3개월), 표결에 불참했거나 기권한 일부 의원들에게는 "엄중 주의"라는 경고성 처분이 내려졌다. 동년 7월 11일, 탈당한 의원들을 중심으로 "국민 생활이 제일"이 창당되었고 다마키도 이에 동참하였다.
그 해 12월 16일 열린 제46회 중의원 의원 총선거에서는 가다 유키코 시가현지사가 대표인 일본미래당의 공천으로 오키나와현 제3구에서 입후보하여 지역구에서는 낙선했지만, 석패율로 부활 당선되었다. 이후 동년 12월 27일 일본미래당이 분당되며 생활의 당 창당에 참여했다.
이후 2014년 제47회 중의원 의원 총선거에서도 당선되었다.
2017년 제48회 중의원 의원 총선거를 앞두고 희망의 당이 창당되자 생활의 당에서 이름을 바꾼 자유당의 다수의 후보자는 희망의 당 합류를 선택했다. 그러나 다마키는 "희망의 당의 노선과 나의 생각은 물과 기름이다. 무소속으로 출마해 후텐마 비행장 이전 반대 공약을 관철한다"며 자유당 당적은 유지한 채 무소속 자격으로 출마하여 4선에 성공했다. 선거 결과에 따라 2017년 11월 1일 열린 총리 지명 선거에서는 에다노 유키오에게 투표했다.

### 오키나와현지사
2018년 8월 17일, 오키나와현지사 재임 도중 사망한 오나가 다케시가 생전에 다마키 데니와 금수그룹 회장인 고야 모리마사를 후계자로 지명한 것으로 알려지자, 당사자 두명에게 현지사 선거 출마 요청이 쏟아졌다. 8월 18일 고야 모리마사가 출마를 고사하자, 8월 19일 오나가 다케시를 지지하던 정치 단체는 다마키를 후보로 옹립할 방침을 세운다. 이후 다마키는 입헌민주당의 에다노 유키오 대표, 국민민주당의 오쓰카 고헤이 공동대표, 일본공산당의 시이 가즈오 위원장, 사회민주당의 마타이치 세이지 당수, "무소속회"(중의원의 회파)의 오카다 가쓰야 대표의원과 회담하였다. 이들은 다마키에 대한 지원을 확약하였고, 8월 29일, 다마키는 오나가의 사망에 따른 오키나와현지사 선거 출마를 공식 표명했다.
같은 해 9월 13일, 오키나와현지사 선거의 공시에 따라 출마를 신고하였고, 동시에 중의원 의원직을 사임했다. 9월 30일의 투개표 결과, 자유민주당과 공명당의 지원을 받은 사키마 아쓰시를 약 8만표 차이로 따돌리고 당선됐다.
2018년 10월 4일, 오키나와 현청에서 당선 증서를 받고 오키나와현지사에 취임했다.
2022년 9월 11일, 2022년 오키나와현지사 선거에서 4년전에 똑같이 상대했던 자유민주당과 공명당의 지원을 받은 사키마 아쓰시 후보를 꺾고 재선에 성공했다,.

## 역대 선거 결과
|  | 0% |

|  | 23.96% |

|  | 48.72% |

|  | 36.06% |

|  | 59.97% |

|  | 57.86% |

|  | 55.07% |

|  | 50.84% |